# فيتوريو دي سيكا
فيتوريو دي سيكا (Vittorio De Sica) (مواليد سورا بمقاطعة فروزينوني في 7 يوليو 1901 -توفي بفرنسا في 13 نوفمبر 1974). مخرج وممثل إيطالي، وشخصية بارزة في حركة الواقعية الجديدة.

## حياته
ولد دي سيكا في السابع من يوليو عام 1902 في مدينة نابولي وعمل موظفا لإعالة عائلته الفقيرة ودي سيكا من مواليد برج السرطان وتحت هذا البرج تجد أسماء مجموعة كبيرة من كبار المخرجين على مستوي العالم من أشهرهم المخرج السويد الكبير انجمار بيرجمان، وبدا دي سيكا ممارسة الإخراج في عام 1940 واخرج مجموعة من الأفلام الكوميدية حتى اخرج أول أفلامه الهامة ماسح الأحذية وتبعه بأعظم أفلامه سارق الدراجة وتبعه بمجموعة من الأفلام التي تنتمي إلى حركة الواقعية الجديدة الشهيرة التي كان أحد روادها، لكن ولكن بعد إخراج عدة أفلام ذات قيمة فنية عالية دون تحقيق إيرادات تذكر اضطر إلى العودة لإخراج مجموعة من الأفلام الكوميدية الخفيفة، ولكن هذا لم يمنع فوزه بالأوسكار عن فيلمه 'Yesterday, Today and Tomorrow' وقبل وفاته بوقت قصير فاز مرة أخرى بالأوسكار عن فلمه 'The Garden of the Finzi-Continis' (1971) والطريف دي سيكا لم يكن مخرجا فقط فقد مارس التمثيل في العديد من الأفلام السينمائية من إخراج آخرين وكان صاحب أداء جيد والغريب أن الأفلام التي ظهر بها كممثل عددها كبير جدا حوالي 155 فلم ولكن عبقريته الحقيقية كانت وراء الكاميرا.
ولد في بيئة فقيرة، وبدأ مسيرته كممثل مسرحي عام 1920، ثم انضم إلى شركة تاتيانا بافلوفا المسرحية في عام 1923.
في عام 1933، أسس شركته الخاصة مع زوجته جوديتا ريسوني وسيرجو توفانو، والتي غالباً ما أدت أعمالا كوميدية خفيفة، لكنها قدمت أعمالا لبومارشي، وعملت مع مخرجين معروفين مثل لوتشانو فيسكونتي.
كان لقاءه بتشيزري سافاتيني، حدث مهم في حياته حيث تشاركا في كتابة العديد من الأفلام الشهيرة مثل «شوشا» إيطالية (ماسح الأحذية)، و«لادري دي بشكليتي» إيطالية (سارق الدراجة).
يعتبر فيلم «لا شوشارا»، (امرأتان) المبني على قصة لألبيرتو مورافيا. من أهم انجازات دي سيكا، حيث حصلت صوفيا لورين، على أوسكار لأدائها فيه. يعتبر النقاد دي سيكا من رواد الواقعية الإيطالية.

## بعض أفلامه
- من هم الرجال الأوغاد 1932
- سيد ماكس 1973
- محال 1939
- مادلينا، صفر للتصرف 1940
- الأطفال يشاهدون 1940
- ماسح الأحذية 1946
- معجزة في ميلانو 1951
- ذهب نابولي 1954
- امرأتان 1961
- الأمس، اليوم والغد 1963
- زواج على الطريقة الإيطالية 1964
- بعد الثعلب 1966
- حديقة فنزي-كونتينيس 1970
- إجازة قصيرة 1973
- دور الطبيب في فلم وداعا للسلاح المأخوذ عن رواية إرنست همنغوي والذي رُشِح فيه ل جائزة الأوسكار عن أفضل ممثل في دور ثانوي.
- الرحلة 1974

## روابط خارجية
- فيتوريو دي سيكا على موقع IMDb (الإنجليزية)
- فيتوريو دي سيكا على موقع الموسوعة البريطانية (الإنجليزية)
- فيتوريو دي سيكا على موقع مونزينجر (الألمانية)
- فيتوريو دي سيكا على موقع ألو سيني (الفرنسية)
- فيتوريو دي سيكا على موقع ميوزك برينز (الإنجليزية)
- فيتوريو دي سيكا على موقع تيرنر كلاسيك موفيز (الإنجليزية)
- فيتوريو دي سيكا على موقع أول موفي (الإنجليزية)
- فيتوريو دي سيكا على موقع قاعدة بيانات الأفلام السويدية (السويدية)
- فيتوريو دي سيكا على موقع إن إن دي بي (الإنجليزية)
- فيتوريو دي سيكا على موقع ديسكوغز (الإنجليزية)